# Ayane's High Kick
Ayane's High Kick (綾音ちゃんハイキック Ayane-chan Hai Kikku?, Gran Patada de Ayane) es un OVA (Original Video Animation) producido por Nikkatsu Corporation. De ello se desprende la historia de una niña que desea convertirse en un luchador, pero debido a una serie de eventos, ella se convierte en una Kickboxeadora.

## Argumento
Ayane Mitsui es una estudiante de secundaria que desea convertirse en luchadora profesional. Ella fija esto como su meta más importante, descuidando la escuela y otras responsabilidades. Éste es último sueño de Ayane. Al principio de la cinta encontramos a Ayane en las pruebas para ser luchadora femenina de Japón. No consigue ser aceptada, después de esto conoce a un viejo extraño que vio su audición. Le dice a Ayane que tiene buenas piernas y la persuade para que se una a su dojo de forma que este pueda entrenarle. Ella acepta y el entrenamiento comienza esa noche. Comienzan construyendo el ring, y después continúan el día siguiente después de la escuela practicando los golpes con el pie. Ayane practica a diario mientras que tiene que ocultar sus actos a su madre y al director auxiliar de su escuela que odia los deportes violentos. Después de semanas de duro entrenamiento, Ayane cree entrar en una prueba de lucha libre pero en realidad es de kickboxing.
Camino a su objetivo, ella sigue entrenando con su maestro para conseguir ser una luchadora de lucha libre. Su maestro oculta constantemente sus intenciones verdaderas para ella (convertirla en una luchadora de kickboxing).

## Personajes
- Sakurako MiyagawaUna veterana del kickboxing. Ella ha empleado devastadoras técnicas de boxeo contra Ayane durante su segunda ronda, haciéndola caer dos veces.

- Manami Toyota: Una luchadora real profesional del circuito All-Japan Women's Pro-Wrestling al cual Ayane intenta entrar. En el anime, ella es la campeona mundial, y es ídolo de Ayane. Aunque ella no tiene sentido, su aparición en el anime sigue siendo notable.

## Seiyū
1. Ayane Mitsui - Yuko Miyamura
2. Kunimitsu Tange - Akio Ohtsuka
3. Kappei Inagagi - Kappei Yamaguchi
4. Saruraku Miyagawa - Maria Kawamura

- Datos: Q1095941